# José San Miguel de la Gándara
José San Miguel de la Gandaria o Gándara (Madrid, 18 de novembre de 1867 – Biarritz, 1935) fou un aristòcrata, advocat i polític espanyol, segon marquès de Cayo del Rey i gendre d'Arsenio Martínez Campos.
Doctorat en dret, fou diputat pel districte de Toro (província de Zamora) a les eleccions generals espanyoles de 1893, pel de Santa Clara (Cuba) a les eleccions generals espanyoles de 1898 i pel de Tremp a les eleccions generals espanyoles de 1899. Després fou senador per la província de Sòria el 1914-1915, 1917-1918 i 1918-1919.
Li fou concedida la Gran Creu d'Isabel la Catòlica i la Creu del Mèrit Militar.